# Yuan Shuai

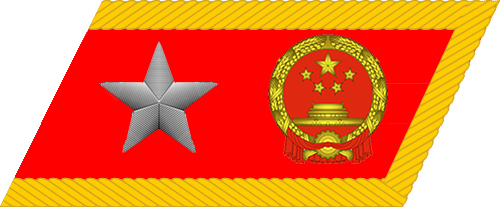

Yuan Shuai (元帥) era un rango militar chino que correspondía al de un Mariscal en otras naciones. Se les confería dicho rango a los generales distinguidos durante los períodos dinásticos y republicanos de China. También existía un rango de mayor nivel que era el de Da Yuan Shuai (大元帥), que correspondía al de un Generalísimo en otras naciones.

## Dinastía Song
- Yue Fei

## Dinastía Jin
- Puxian Wannu

## República de China
- Chiang Kai-shek

## República Popular China
Este rango fue otorgado a diez generales veteranos de la Ejército Popular de Liberación en 1955. Sin embargo, fue abolido en 1965 junto con los otros rangos militares del EPL y nunca fue restaurado. Los comandantes comunistas beneficiarios de este rango fueron:
- Zhu De
- Peng Dehuai
- Lin Biao
- Liu Bocheng
- He Long
- Chen Yi
- Luo Ronghuan
- Xu Xiangqian
- Nie Rongzhen
- Ye Jianying

- Datos: Q55738576
- Multimedia: Yuan shuai / Q55738576